# 中村春菊
中村春菊（日语：／ Nagamura Shungiku，1980年12月13日—），日本女性BL漫畫家。

## 經歷
- 1998年以《東山道轉墜異聞》作為商業出道作品。
- 2002年《純情羅曼史》於角川書店隔月刊雜誌《CIEL増刊TresTres》開始連載，於《CIEL TresTres2007年秋季號》宣布動畫化的消息。
- 2002年首部少年漫畫《√W.P.B.》開始在《G fantasy》上連載。
- 2006年第七屆漫畫博覽會，台灣角川邀請中村春菊來台簽名。
- 2010年《世界第一的初戀》正式確定即將動畫化，2011年四月播出。
- 2014年3月15日《世界第一的初戀》劇場版《世界一初恋~横澤隆史の場合~》在日本上映。
- 2020年2月21日《世界一初戀》求婚篇在日本上映。

## 作品

### 漫畫
- 《東山道轉墜異聞》（1998，全兩冊）台灣角川  【】
- 《月如隱於闇夜中》（1999，全一冊）台灣角川  【】
- （常用譯名為《海上花》（2000～2001，全五冊））台灣未正式授權代理，在《世界一初戀》15週年以及《純情羅曼史》二十週年（2023年）的時候由角川季刊雜誌《エメラルド》宣布從四月將重繪冊以一月一冊的方式出售
- 《滿月物語》（2001，全一冊）大然  【】
- 《純情羅曼史》（2002～（現在），一〜二十七冊）台灣角川  【】
- 《斬妖桃太郎》（2002～2003，全兩冊）東立  【】
- 《眷戀你的溫柔》（2003～2005，全一冊）尖端  【Hybrid Child】（已無版權）
- 《世界一初戀》（2007～（現在），一〜十七冊）台灣角川  【】【】
- 《HARD&LOOSE》（漫畫未發行）

### 小說
原案：中村春菊，作者：藤崎都
- 《純愛羅曼史》（一～六集）台灣角川  【】
- 《自我中心純愛》（一～三集）台灣角川  【】
- 《世界一初戀~吉野千秋の場合~》台灣未正式授權代理
- 《世界一初戀~横澤隆史の場合~》台灣未正式授權代理

原作：飛田萌，插圖：中村春菊
- 料亭遊戯（2003）台灣未正式授權代理

## 外部連結
- 純情羅曼史 動畫公式站（wild-vanilla） （日語）